# Nduka Awazie
Nduka Awazie (ur. 4 kwietnia 1981) – nigeryjski lekkoatleta, sprinter.

## Sukcesy
- Złoty medal podczas Mistrzostw Świata Juniorów w Lekkoatletyce (Bieg na 400 m Annecy 1998).
- Złoto (po dyskwalifikacji pierwszych na mecie Amerykanów za doping jednego z biegaczy) igrzysk olimpijskich (Sztafeta 4 x 400 m, Sydney 2000) Awazie biegł na pierwszej zmianie w biegu eliminacyjnym.

## Rekordy życiowe
- Bieg na 200 metrów – 20,94 (2001)
- Bieg na 400 metrów – 45,44 (1998)
- Bieg na 400 metrów (hala) – 46,56 (2002)